# Эльтеков, Сергей Кузьмич
Серге́й Кузьми́ч Эльте́ков вариант отчества Косьмич (8 августа 1877 — ?) — присяжный поверенный, член Государственной думы III созыва от Ярославской губернии.

## Биография
Православный. Сын Рыбинского купца 2-й гильдии (позднее 1-й гильдии) Кузьмы Петровича Эльтекова (1849—1912) и его жены Апполинарии Ивановны (1853?—?). Среднее образование получил в Рыбинской гимназии, высшее — в Санкт-Петербургском университете по юридическому факультету. Государственный экзамен сдал в Новороссийском университете. Поселившись в Рыбинске, занимался юридической практикой вначале в качестве помощника, а затем присяжного поверенного. До 1905 в течение примерно двух лет состоял учителем законоведения в Рыбинской мужской гимназии. Годовое  жалованье составляло 4 тысячи рублей в год. Состоял в Конституционно-демократической партии.
5 ноября 1907 избран в Государственную думу III созыва от Первого и Второго съездов городских избирателей. Вошёл в Конституционно-демократическую фракцию. Состоял в Комиссии по судебным реформам. Подписал законопроекты: «О распространении Земского положения на Область войска Донского», «Об изменении порядка наряда казаков на действительную службу», «О введении земства в Сибири», «Об учреждении окружного суда в Ростове-на-Дону», «Правила приема в высшие учебные заведения», «О найме торговых служащих», «Об изменении городского избирательного закона, «Об отмене смертной казни».
После окончания депутатского срока вернулся в Рыбинск, занимался адвокатской практикой. Участвовал в выборах в Четвёртую Думу. 1 октября 1912 года на предвыборном собрании второго съезда Эльтеков закончил свою речь словами: "Мы все-таки должны избрать в Государственную Думу такого человека, который может изменить существующий строй". По поводу этого высказывания было заведено "дело", обсуждавшееся на губернском особом совещании в составе губернатора, прокурора и начальника жандармского Управления. Решено дальнейшее производство прекратить за совершенной недостаточностью собранных против улик, особый надзор полиции за Эльтековым, установленный после его неосторожного высказывания, был отменён.
Дальнейшая судьба и дата смерти неизвестны.

## Семья
- Брат — Пётр (1 сентября 1872 — 4 апреля 1938)[5], купец, член учетно-ссудного комитета по торгово-промышленным кредитам.
- Брат — Александр (29 марта 1874—?)[5],
- Брат — Николай (8 февраля 1876 — 29 апреля 1936, Шанхай), дипломат, поверенный в Сиаме[6][7].
- Сестра — Александра (16 ноября 1878—?)[5],
- Сестра —  Таисия (06 октября 1880 — 16 ноября 1905)[3][5],
- Брат — Иван (13 февраля 1882—?)[5].
- Сестра — Мария (15 июля 1883 — 25 декабря 1899)[3][5].
- Жена (с 28 января 1904 г.) —  Анна Филипповна урождённая Ильина (1882 — февраль 1942), погибла в Ленинградскую блокаду[8].
  - Дочь — Елена (1 сентября 1905 — февраль 1942), погибла в Ленинградскую блокаду[8].
  - Дочь — Наталья (12 марта 1910 — февраль 1942), погибла в Ленинградскую блокаду[8].
    - Внучка — Евгения (1936 — декабрь 1941), погибла в Ленинградскую блокаду[8].

## Адреса
- 1908 — Рыбинск, Театральная пл., д. Дебольской[3].
- 1911—1912 — Санкт-Петербург, Гончарная 14